# David Gascoyne
David Gascoyne (10 octobre 1916 - 25 novembre 2001) est un poète anglais associé au mouvement surréaliste, en particulier au groupe surréaliste britannique.

## Jeunesse et surréalisme
Gascoyne est né à Harrow, l'aîné des trois fils de Leslie Noel Gascoyne (1886–1969), employé de banque, et de sa femme, Winifred Isobel, née Emery (1890–1972). Sa mère, nièce des acteurs Cyril Maude (en) et Winifred Emery (en), est l'une des deux jeunes femmes présentes lorsque le dramaturge William S. Gilbert meurt dans son lac à Grim's Dyke en mai 1911. Gascoyne grandit en Angleterre et en Écosse, fréquentant la Salisbury Cathedral School et le Regent Street Polytechnic de Londres. Il passe une partie du début des années 1930 à Paris.
Le premier livre de Gascoyne, Roman Balcony and Other Poems,  parait en 1932, alors qu'il a 16 ans. Un roman, Opening Day, est publié l'année suivante. Mais c'est Man's Life is This Meat (1936), qui rassemble ses premiers textes surréalistes et des traductions de surréalistes français, et La folie de Hölderlin (1938) qui établissent sa réputation. Ces œuvres, ainsi que son A Short Survey of Surrealism de 1935 et son travail sur l'Exposition internationale surréaliste de Londres de 1936, qu'il contribue à organiser, font de lui l'un des membres d'un petit groupe de surréalistes anglais qui comprend Hugh Sykes Davies et Roger Roughton. Lors de l'exposition, Gascoyne doit utiliser une clé à molette pour sortir Salvador Dalí d'une combinaison de plongée sous-marine qu'il avait portée pour donner sa conférence.

## Perspectives politiques
Gascoyne est un antifasciste actif, qui participe à plusieurs manifestations contre l'Union britannique des fascistes dans l'East End de Londres. Il rejoint le Parti communiste de Grande-Bretagne en 1936 et se rend en Espagne, où il diffuse quelques conférences radiophoniques pour le ministère de la Propagande basé à Barcelone. Cependant, il est bientôt déçu par le traitement réservé par les communistes au POUM et aux anarchistes espagnols et quitte le parti. Gascoyne se lie d'amitié avec Charles Madge et, par son intermédiaire, s'implique dans le mouvement Mass-Observation.
Les journaux que Gascoyne tient pendant six ans à partir de 1936 projettent une autocritique existentialiste, enregistrant avec honnêteté ses crises émotionnelles et spirituelles aiguës, sa lutte pour accepter son identité sexuelle d'homosexuel et ses liaisons. Outre son engagement dans le communisme et l'observation de masse, il a des amitiés avec Dylan Thomas, Kathleen Raine, Lawrence Durrell, Henry Miller et d'autres. On observe également un fort engagement envers la philosophie existentialiste.

## Fin de vie et œuvres
Gascoyne passe les années précédant la Seconde Guerre mondiale à Paris, où il se lie d'amitié avec Salvador Dalí, Max Ernst, André Breton, Paul Éluard et Pierre Jean Jouve. Sa poésie de cette période parait dans Poems 1937–1942 (1943) avec des illustrations de Graham Sutherland.
Son poème Requiem, dédié aux futures victimes de la guerre, est écrit pour que son ami Priaulx Rainier le mette en musique. Son Requiem est entendu pour la première fois en 1956. 
Gascoygne revient en France après la guerre et y vit par intermittence jusqu'au milieu des années 1960. Ses œuvres des années 1950 paraissent dans A Vagrant and Other Poems (1950) et Night Thoughts (1956). Ils s’éloignent du surréalisme pour se tourner vers une approche plus métaphysique et religieuse.
Après avoir souffert d'une dépression nerveuse, Gascoyne retourne en Angleterre pour passer le reste de sa vie sur l'île de Wight. Il semble qu'il ait peu écrit à cette époque. La publication se poursuit grâce à diverses « redécouvertes » de ses œuvres, avec plusieurs recueils et sélections d'Oxford University Press, d'Enitharmon et d'autres maisons d'édition. Deux livres de ses journaux lui sont rendus après avoir été perdus pendant un certain temps et sont publiés dans des volumes séparés par Alan Clodd (en) chez Enitharmon Press. Lorsqu'un troisième livre est trouvé, une collection comprenant le matériel supplémentaire est éditée par Lucien Jenkins pour Skoob Books Publishing. Pour cela, Gascoyne lui-même fournit ce qu'il a appelé une « postface », l'un des écrits les plus longs de ses dernières années.
En 1996, avec l'aide éditoriale de Roger Scott, Gascoyne écrit un hommage à son défunt ami de soixante ans, George Barker, intitulé The Fire of Vision, imprimé en privé par Alan Anderson pour Alan Clodd.
C'est à l'hôpital Whitecroft sur l'île de Wight que Gascoyne rencontre sa femme, Judy Lewis, par une coïncidence remarquable, alors qu'elle lit un de ses poèmes aux patients. Ils se marient en 1975. David Gascoyne est décédé le 25 novembre 2001 à l'âge de 85 ans.

## Réputation
Dans un champ poétique dominé par W. H. Auden et d’autres poètes plus politiques et sociaux, le groupe surréaliste a tendance à être négligé par les critiques et le public. Il est, entre autres, tourné en dérision par Dylan Thomas dans Letter to my Aunt. Bien que Poems 1937–1942 (illustré par Graham Sutherland et édité par Tambimuttu) ait reçu des éloges de la critique à l'époque, ce n'est qu'avec un regain d'intérêt pour l'écriture expérimentale associée au renouveau de la poésie britannique que leur travail commence à être à nouveau discuté. Ses Collected Poems paraissent en 1988. Ses œuvres sont comprises dans l'anthologie Revival Conductors of Chaos (1996).
Au cours des dernières années, Gascoyne semble remarquablement résigné à ne pas avoir pleinement réalisé en poésie ce qu'il s'était proposé de faire dans sa jeunesse, et à ne pas avoir maintenu une promesse précoce remarquable. Il était néanmoins heureux à chaque fois qu’il recevait des critiques. Dans ses dernières années, son attention est attirée par une évaluation équilibrée de son travail par Martin Seymour-Smith dans son immense Guide to Modern World Literature (Macmillan), et il est satisfait du ton du commentaire et de l'affirmation selon laquelle il était toujours largement lu. Un volume hommage, For David Gascoyne On His Sixty-Fifth Birthday, parait en 1981 avec les contributions de 26 poètes, dont Adrian Henri, Lawrence Durrell et Michael Hamburger.